# Maruti Suzuki

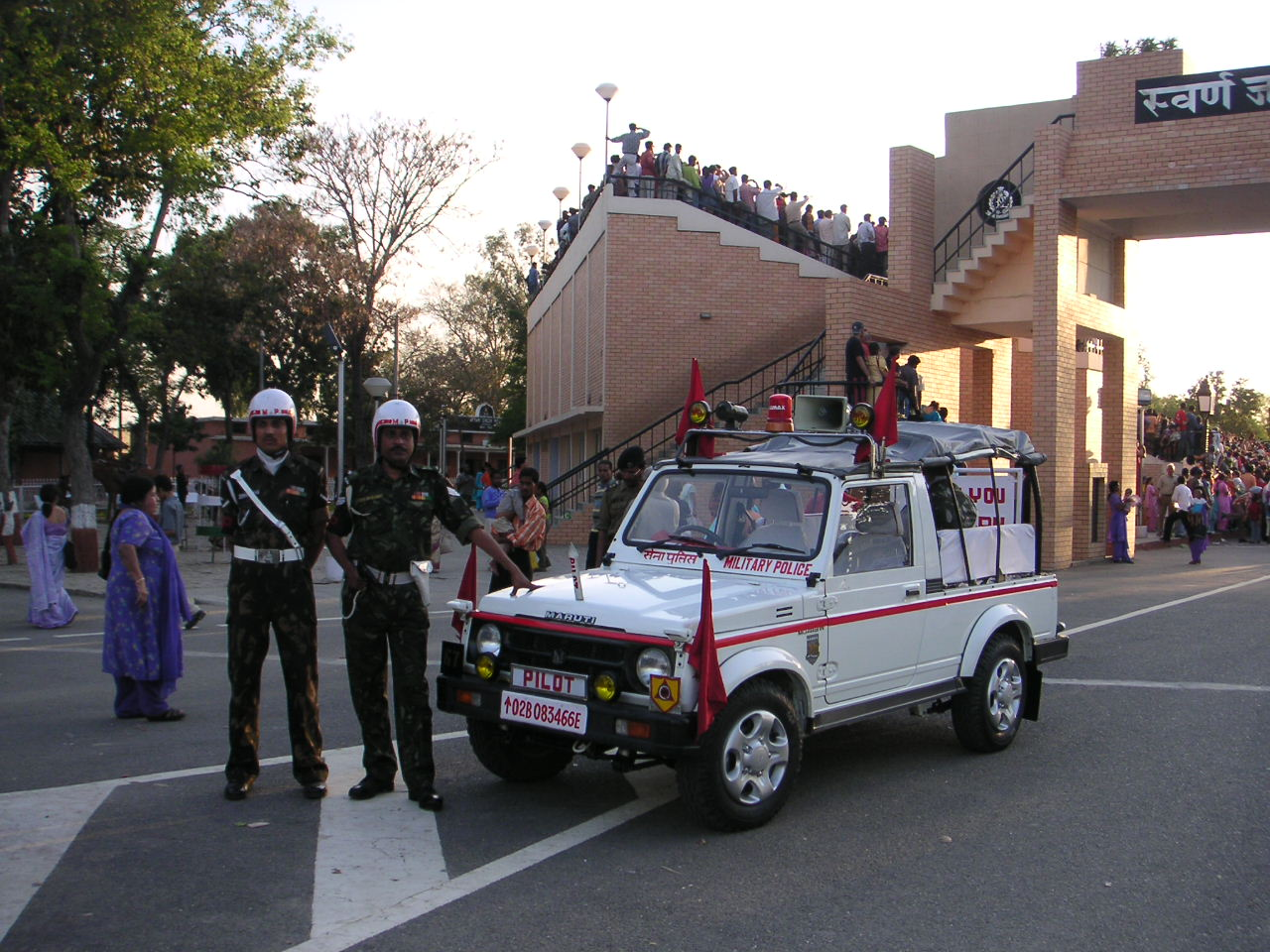
Des policiers indiens à côté d'un véhicule Maruti Suzuki

Maruti Suzuki, du groupe Maruti Udyog, est le premier constructeur automobile indien. Fondé en 1981, il est détenu depuis 2002 à 25 % par le constructeur japonais Suzuki, 54 % par l'État indien, et le solde est coté à la Bourse de Bombay. Il emploie 6 900 personnes en 2011.
Il produit la gamme Suzuki indienne et sert de base d'export. L'inde représente en 2021 la moitié des ventes d'automobiles de Suzuki. Maruti Suzuki détient 43 % de son marché intérieur en vendant 396 733 véhicules sous sa marque au premier semestre 2022.
Maruti produit des modèles destinés à l'exportation pour les autres filiales de Suzuki, mais également pour Nissan (Pixo) ou Toyota (Glanza/Starlet) dans le cadre de partenariats.

## Historique
Le mercredi 18 juillet 2012, de violentes émeutes touchent l'usine de Manesar située au sud de New Delhi. L'enchaînement des violences a débuté après qu'un contremaître a insulté un ouvrier à propos de sa caste (intouchable). Les ouvriers en colère se plaignaient aussi de leurs conditions de travail, de leurs salaires et du recours, selon eux abusif, à l’intérim. Le directeur est tué par des employés, des dizaines de personnes sont blessés et des bureaux sont brûlés. Sur dénonciation des employeurs, la police indienne arrête 145 ouvriers (dont certains n'étaient pas présents au moment des faits), et plusieurs d'entre eux sont sommés de signer des feuilles en blanc, passés à tabac et torturés. Leurs familles sont également inquiétées.
En juillet 2015, Maruti Suzuki lance un réseau de concessionnaires qu'il qualifie de premium, appelé Nexa. Les véhicules les plus haut de gamme produits par Maruti Suzuki sont exclusivement commercialisés dans ce nouveau réseau, à part des véhicules plus populaires, vendus dans le réseau Arena.

## Modèles

### Sous logo Maruti
- 800 : version vendue en France par le réseau André Chardonnet
- Gypsy
- 1000
- Esteem

### Sous logo Suzuki
- Alto
  - 800
  - K10
- S-Presso
- Wagon R / Wagon R Stingray
- Celerio
- Ritz
- Swift
- DZire
- Ciaz : version indienne de la Suzuki Alivio
- Omni
- Eeco
- Ertiga
- Grand vitara
- Zen
- SX4
- A-Star

#### Réseau Nexa

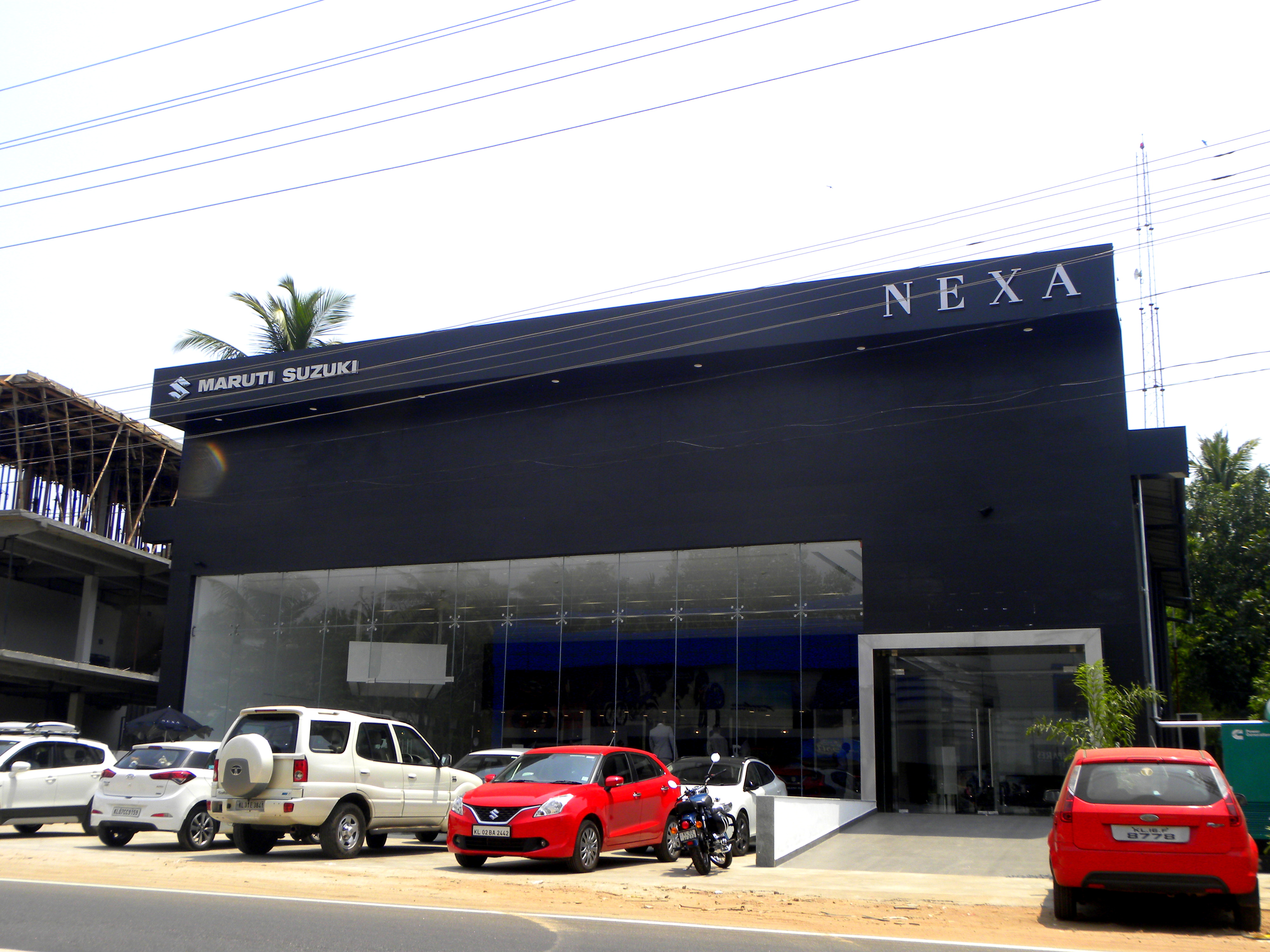
Concession Maruti Suzuki du réseau Nexa

- Ignis
- S-Cross
- Baleno
- Fronx
- Ciaz
- XL6